# Wallensteinova palača, Praga
Wallensteinova palača (češko Valdštejnský palác) je baročna palača v Mali Strani v Pragi, zdaj sedež češkega senata.

## Zgodovina
Sprva je bil to grad, ki ga je med letoma 1623 in 1630 zgradil Albrecht von Wallenstein, vojvoda Mecklenburški (1583–1634). Svoje ime in bogastvo si je pridobil kot poveljnik cesarskih sil v tridesetletni vojni. Cesar Ferdinand II. Habsburški se je bal njegovega spletkarskega uma in ga je dal leta 1634 umoriti v mestu Eger (zdaj Cheb). V palači je živel samo eno leto pred smrtjo. Njegova vdova jo je prodala svojemu nečaku, tako da je ostala v družini Wallenstein do leta 1945. Po drugi svetovni vojni je palača postala češkoslovaško državno premoženje in je bila prenovljena za vladne urade. Danes je v palači senat Parlamenta Češke republike. Jahalna šola je podružnica praške Narodne galerije. Zahtevna obnova glavne stavbe se je začela sredi leta 1999. Najdragocenejši deli te stavbe v zgodovinskem in umetniškem smislu so glavna dvorana, viteška dvorana, preddverje, sprejemna dvorana, mitološki in astronomski hodniki.
Albrecht Wallenstein je potoval po Italiji. Ko so med letoma 1623 in 1630 gradili palačo, je povabil italijanske arhitekte in obrtnike, tudi Andrea Spezzo (verjetno glavni arhitekt) in leta 1628 Niccola Sebregondija. Notranjost so okrasili Firenčani, Baccio del Bianco (1604–1656) je končal stropno fresko v glavni dvorani, figure na sliki v kapeli sv. Venčeslava in najpomembnejše dele okrasja mitološkega hodnika v prvem letu gradnje. Giovanni de Galliano Pieroni (1586–1654), inženir in vojaški polkovnik, je pri gradnji igral pomembno vlogo. Pieronijev oče Alessandro (1550–1607) je bil arhitekt pri Medičejcih. Pieroni je študiral oblikovanje novega dela gradu Wallenstein v Jičínu in tamkajšnji cerkvi svetega Jakoba, pripisujejo mu tudi vrt, salo terreno in jahalno šolo. Pieroni je poskrbel tudi za astrološko in astronomsko okrasje mitološkega hodnika in drugih prostorov. Po njegovi smrti je bila skupna vrednost notranje opreme 70.000 zlatnikov, 134.000 zlatnikov pa so vložili  v dragulje in jedilni pribor, narejen iz plemenitih kovin.
Da bi naredil prostor za palačo, je Wallenstein porušil 26 hiš, šest vrtov in dve opekarni. Palača je tekmovala s praškim gradom. Štiri dvorišča oblikujejo postavitev palače. Kompleks vključuje različne vrtove, avenijo skulptur, hleve in veliko jahalno šolo. Monumentalna loža s tremi arkadami na dvojnih stebrih opozarja na baročni slog. Italijanski slog vrta ima ptičnico, jamo in vodnjak, delo Adriana de Vriesa (okrog 1545–1626). Po letih zanemarjanja po vojni so bili vrtovi prenovljeni. Wallenstein bi obedoval v veliki sali terreni (vrtni paviljon), ki gleda proti vodnjaku in vrstam bronastih kipov. Sala terrena in njeno bogato štukaturno okrasje je narejeno po zgledu portika livornske cerkve. Danes so tu kopije del holandskega kiparja Adriaena de Vriesa. Izvirnike je izropala švedska vojska leta 1648 in jih je danes mogoče videti ob Drottningholmski palači, zasebni rezidenci švedske kraljeve družine. 
Film Nesmrtno ljubljena (Immortal Beloved) o Beethovnovem življenju je bil leta 1994 posnet v vrtovih Wallensteinove palače.

## Opis

### Glavno krilo
Glavno krilo Wallensteinove palače je bilo prenovljeno v Trčkovo rezidenco 60 metrov vzdolž palače. Fasada ima tri vrste enakih oken, ki osvetljujejo glavno dvorano. Ta vključuje pozno renesanso in nordijski manierizem, ki je izražen v portalih in nizozemskih mansardnih oknih. V skladu s slogom je bila sprva glavna dvorana okrašena s tapiserijami in pohištvom iz Italije in Nizozemske. Veliko izvirnega pohištva so leta 1648 izropali Švedi in leta 1742 Francozi. V zahodnem krilu kompleksa je glavna dvorana, ki se dviga do višine dveh etaž. Vojvoda je upodobljen v srednji stropni freski kot bog vojne Mars, ki jezdi v bojnem vozu in ga vleče skupina konj. Na sliki vojvoda drži vajeti štirih konj, medtem ko je Mars običajno prikazan le s tremi. To je še en primer Wallensteinove  nečimrnosti. Štukature prikazujejo orožje, vojne trofeje, glasbila in so najbrž delo Santina Gallija in Domenica Canevalleja. To kaže na kariero vojvode v vojski. Po španski dvorani na praškem gradu je bila zgrajena druga največja dvorana s površino 288 kvadratnih metrov in višino 10,5 metra. Prvotna fasada je bila spremenjena sredi 19. stoletja in vključuje marmorne portale iz palače Cerninsky, celotna dvorana pa je bila obnovljena kot vojašnica.
Ključna značilnost palače je sistem hodnikov, ki povezujejo vse dele palače. V številnih palačah tistega obdobja so bile sobe prehodne, hodniki pa so omogočali nemoteno hojo od glavne dvorane do zasebnih prostorov in nato po vrtovih v hlev na severnem koncu kompleksa palače.
Prvotno so palačo ogrevali z lončenimi pečmi. V preddverju so pozneje uporabljali kamin. V preddverju so gostje čakali na avdienco. Zaradi prilagoditve v 19. stoletju je to neke vrste dvorana ogledal, dve beneški ogledali iz 18. stoletja sta z italijanskega otoka Murano. Izvirni predmeti v sobi je vrsta štirih skrinj, ki jih je vojvoda uporabljal za svojo garderobo. Italijanske skrinje so iz preloma 17. stoletja.

### Sprejemna dvorana
Sprejemnica je majhen krožni prostor, ki meji na preddverje in mitološki hodnik. Vrata vodijo na stopnišče, ki se je ohranilo iz enega od izvirnih elementov palače Trèkovský Dum. Številni so tudi drugi ohranjeni arhitekturni elementi. Štukature in slike prikazujejo Ovidove Štiri starosti in portrete Štirih obdobij dneva. Štukature v baročni kupoli sprejemne dvorane se zrcalijo v mitološkem hodniku. Mitološki hodnik ima tudi freske, ki prikazujejo motive planetov in legende, kot so Merkur in Argos, Diana in Aktejon, Perzej ubija Meduzo, Kalisto se preobrazi v medveda in Posilstvo Evrope. Ovidove Metamorfoze so navdihnile Baccia del Bianca za freske v tem hodniku.

### Kapela
Palačna kapela je dve etaži visoka in bogato okrašena s prizori iz legende o sv. Venčeslavu. Mojster in rezbar Arnost Jan Heidelberger je leta 1630 za kapelo izdelal oltar. Njeno gradnjo je zaznamoval prvi baročni spomenik te vrste v Pragi in na začetku dobe baroka v čeških deželah. Na zahodni steni kapele so tri molilnice. Za prisostvovanje obredom je vojvoda uporabljal prvo nadstropje, medtem ko je njegova žena sedela v drugem nadstropju, služabniki pa v tretjem nadstropju. Baccio del Bianco je odgovoren za poslikave v tej kapeli. Sv. Evzebij je bil kot smrt upodobljen v prvem oratoriju. Pozneje je vojvodinja oratorij okrasila z običajno Marijino ikonografijo. Freske v kapeli se zgledujejo po stolnici svetega Vida na praškem gradu. Ernest Heidelberger naj bi bil avtor skulpture za kapelo.